# هليلج رائع
هليلج رائع (الاسم العلمي:Terminalia superba) هو نوع نباتي يتبع جنس الهليلج من الفصيلة القمبريطية.